# Dublin Virginal Manuscript

Le Dublin Virginal Manuscript [Manuscrit de virginal de Dublin] est une importante anthologie manuscrite de musique pour clavier conservée à la bibliothèque Trinity College de Dublin depuis le XVIIe siècle, sous la cote TCD Ms D.3.29.

## Histoire du manuscrit
Le manuscrit a probablement été acheté par l'archevêque James Ussher, qui dès 1603 a été envoyé fréquemment en Angleterre pour acheter des livres destinés à fournir la Bibliothèque de l'Université de Dublin. Le nom Dublin Virginal Manuscrit est moderne et il n'est fait aucune mention d'un instrument spécifique pour la musique qu'il contient.

## Description
Le manuscrit, composé de 72 pages, est contenu dans un petit volume oblong. À un moment, il a été lié avec le Dallis Lute Book (peut-être de 1583), mais les deux volumes sont dus à des mains différentes et la collecte de pièces pour clavier constitue un manuscrit séparé et indépendant.
Le manuscrit n'est pas daté et ses 30 pièces sont sans titres, sauf une, attribuée à « Mastyre Taylere ». Quatre des pièces sont des arrangements de sources d'origine continentale, telles que Tielman Susato, Adrian Le Roy et Pierre Phalèse (l'Ancien). Ainsi on peut, en y ajoutant les éléments de style, dater le manuscrit d'environ 1570.
La musique est écrite sur une portée de sept lignes. La main droite est notée avec un C, pour la gauche avec un F, habituellement placé sur la quatrième ou la cinquième ligne en partant du bas. Toutes les reprises sont copiées, même s'il n'y a pas de changement dans la musique.
Le Manuscrit de Virginal de Dublin est important dans l'histoire de la musique pour clavier anglais, en raison de sa date. Il est l'une des cinq sources anglaises profanes pour le clavier, antérieures au My Ladye Nevells Booke de William Byrd (1591). Il est également la deuxième source la plus ancienne qui est conservée après le Mulliner Book, de mélodies en Almain et en contient quatre. Le Manuscrit de Dublin représente également une étape importante dans le développement de la musique profane pour clavier anglaise autour de 1530, de l'âge d'or à la fin du XVIe siècle, avec des exemples de développement en contrepoint dans quelques pièces.

## Contenu
Les titres sont repris d'autres sources où figure la musique.
1. Passing Measures Pavan
2. Galliard to the Passing Measures Pavan
3. Pavan "Mastyre Taylere"
4. Galliard to the pavan before
5. Pavan
6. Galliard to the pavan before
7. Pavan
8. Galliard to the pavan before
9. Var[iation]s on the romanesca
10. Divisions on the Goodnight Ground (pour trois mains)
11. The Earl of Essex Measure (Tintelore d'Angleterre)
12. Branle Hoboken
13. Was not good King Solomon (Almande Guerre)
14. Dance
15. Almande du prince
16. Le Reprinse of the Almande du Prince
17. Galliard
18. Almande Le Pied de Cheval
19. Almande Bruynsmedelijn
20. L'homme armé alias Lumber me (Branle)
21. Pavan
22. Galliard to the pavan before
23. Galliard
24. Like as the lark within the Marleon's foot
25. Turkeylony (Gentil madoona)
26. Pavan
27. Galliard to the pavan before
28. Dance
29. Dance
30. Var[iation]s on Chi Passa

## Édition
- The Dublin Virginal Manuscript éd. John Owen Ward. Schott, & Co., Londres 1983, 84 pages.  (ISBN 978-0901938947)